# 埃克塞特 (密蘇里州)
埃克塞特（英語：Exeter）是位於美國密蘇里州巴里縣的城市。

## 人口
根據2020年美國人口普查的數據，埃克塞特的面積為2.05平方千米，皆為陸地。當地共有人口733人，而人口密度為每平方千米358人。